# Patrick Cassidy (actor)
Patrick Cassidy (Los Ángeles, 4 de enero de 1962) es un actor estadounidense, conocido por sus papeles en teatro y televisión.

## Carrera
Su primer papel estelar en televisión ocurrió en 1981 en el telefilme Angel Dusted. También en 1981 coprotagonizó el telefilme Midnight Offerings junto a Melissa Sue Anderson y Mary Elizabeth McDonough. En 1983 protagonizó Bay City Blues como un jugador de béisbol en las ligas menores. El show fue cancelado después de emitirse solo cuatro episodios.
En 1986 interpretó a un cadete en una academia militar en Dress Grey y apareció en la película televisiva Christmas Eve con Loretta Young. En 1988 protagonizó la serie de televisión de la CBS Dirty Dancing, basada en la película del mismo nombre. En 1994 apareció en las películas I'll Do Anything y How the West Was Fun con Mary-Kate y Ashley Olsen. En 1997 tuvo un papel recurrente en Lois & Clark: Las nuevas aventuras de Superman y tuvo otro papel recurrente relacionado con Superman como el padre biológico de Lana Lang en la serie Smallville, transmitida entre 2001 y 2011.